# Susan Twist
Susan Twist, née le 6 juin 1956,, est une actrice britannique surtout connue pour son rôle de Rosie Banks dans Brookside (1994-1996) et pour celui de Susan Triad ainsi que d'autres personnages dans les épisodes du 60ème anniversaire et la Saison 14 de Doctor Who (2023-2024).

## Jeunesse
Twist est née à Liverpool, en Angleterre. Elle a fréquenté la London Academy of Music and Dramatic Art de 1975 à 1978.

## Carrière
Twist est apparue dans divers épisodes de Doctors, In the Flesh, Coronation Street et The Archers.
Sur scène, elle a joué dans les productions de Les Trois Mousquetaires, Prize Night, Jack Flash et La Mégère apprivoisée.

## Filmographie

### Film
| Year | Title        | Role  | Notes         |
| ---- | ------------ | ----- | ------------- |
| 2018 | Playing Dead | Jenny | Court métrage |

### Télévision
| Year      | Title                          | Role                           | Notes                        |
| --------- | ------------------------------ | ------------------------------ | ---------------------------- |
| 1980      | The Squad                      | Wendy                          | 1 épisode                    |
| 1981      | The Chinese Detective          | Réceptionniste                 | 1 épisode                    |
| 1982      | God Speed Co-Operation         | Betty                          | Téléfilm                     |
| 1985      | Brookside                      | Jean                           | 3 épisodes                   |
| 1994-96   | Brookside                      | Rosie Banks                    | Rôle récurrent               |
| 1998      | Reckless: The Sequel           | Vicaire                        | Téléfilm                     |
| 1998      | The Bill                       | Gardienne de prison            | 1 épisode                    |
| 2000      | Always and Everyone            | Agent de protection judiciaire | 1 épisode                    |
| 2002      | Coronation Street              | Donna Stout                    | 2 épisodes                   |
| 2002      | A Good Thief                   | Mme Sutherland                 | Téléfilm                     |
| 2003      | The Bill                       | D.C.I. Dixon                   | 1 épisode                    |
| 2005      | Girls in Love                  | Gestionnaire                   | 2 épisodes                   |
| 2006      | The Royal                      | Joan Travis                    | 1 épisode                    |
| 2006      | See No Evil: The Moors Murders | Nellie Hindley                 | 2 épisodes                   |
| 2007      | Doctors                        | Jean Highsmith                 | 1 épisode                    |
| 2013      | Being Eileen                   | Beedie                         | 2 épisodes                   |
| 2013      | In the Flesh                   | Mme Bennett                    | 2 épisodes                   |
| 2017      | Coronation Street              | Lydia Hartman                  | 2 épisodes                   |
| 2017      | Eric, Ernie and Me             | Patsy                          | Téléfilm                     |
| 2023–2024 | Doctor Who                     | Divers                         | Rôle récurrent (10 épisodes) |

### Audio
| Year | Title       | Role           | Notes      |
| ---- | ----------- | -------------- | ---------- |
| 2018 | Stone       | Grace Peverall | 3 épisodes |
| 2020 | The Archers | Megan Miller   | 1 épisode  |